# ラーボエ海軍記念碑
座標: 北緯54度24分43.87秒 東経10度13分50.87秒 / 北緯54.4121861度 東経10.2307972度
ラーボエ海軍記念碑（ラーボエかいぐんきねんひ、ドイツ語: Marine-Ehrenmal Laboe）は、ドイツ、シュレースヴィヒ＝ホルシュタイン州、バルト海に近いキール湾東岸のラーボエに位置する記念碑である。1927年に着工し、1936年に完成した記念碑は、もともと第一次世界大戦中にドイツ帝国海軍で戦死した犠牲者を追悼していたが、1945年には、第二次世界大戦のドイツ海軍の戦死者も加えられた。1954年には、世界大戦中に戦死した全ての国籍の水夫のために、再び捧げられた。
記念碑は、頂上に展望台のある高さ72メートルのタワーから構成される。展望台は、海抜85mにある。記念ホールと、技術博物館を収用する第二次世界大戦時代のU995は、記念碑の近くにある。また、この地域は人気の観光地となっている。U995は、世界で唯一の現存するUボートVII型である。
タワーは建築家のグスタフ・オーガスト・マンザーによって設計された。彼は、この形が何かを象徴しているわけではないが、これを見る人が明確な感情を持ってくれることが目的だと述べている。これは、頻繁にヴァイキング船の船首や潜水艦の司令塔に連想される。
イタリア、ブリンディジのイタリア人水夫記念碑（1932年に着工し、1933年に捧げられた）は、ラーボエのタワーに似ている。

## ギャラリー

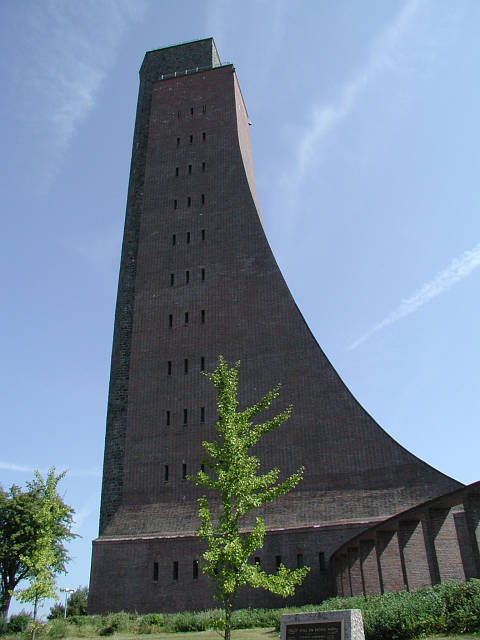
ラーボエ記念碑
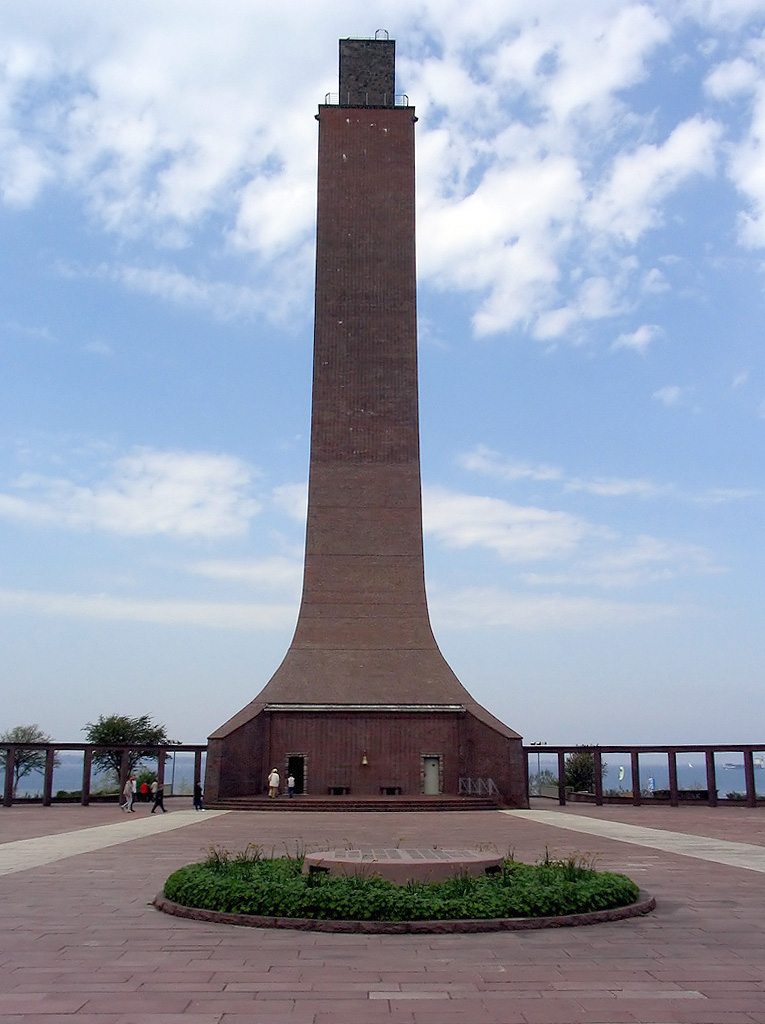
陸側から見たラーボエ記念碑
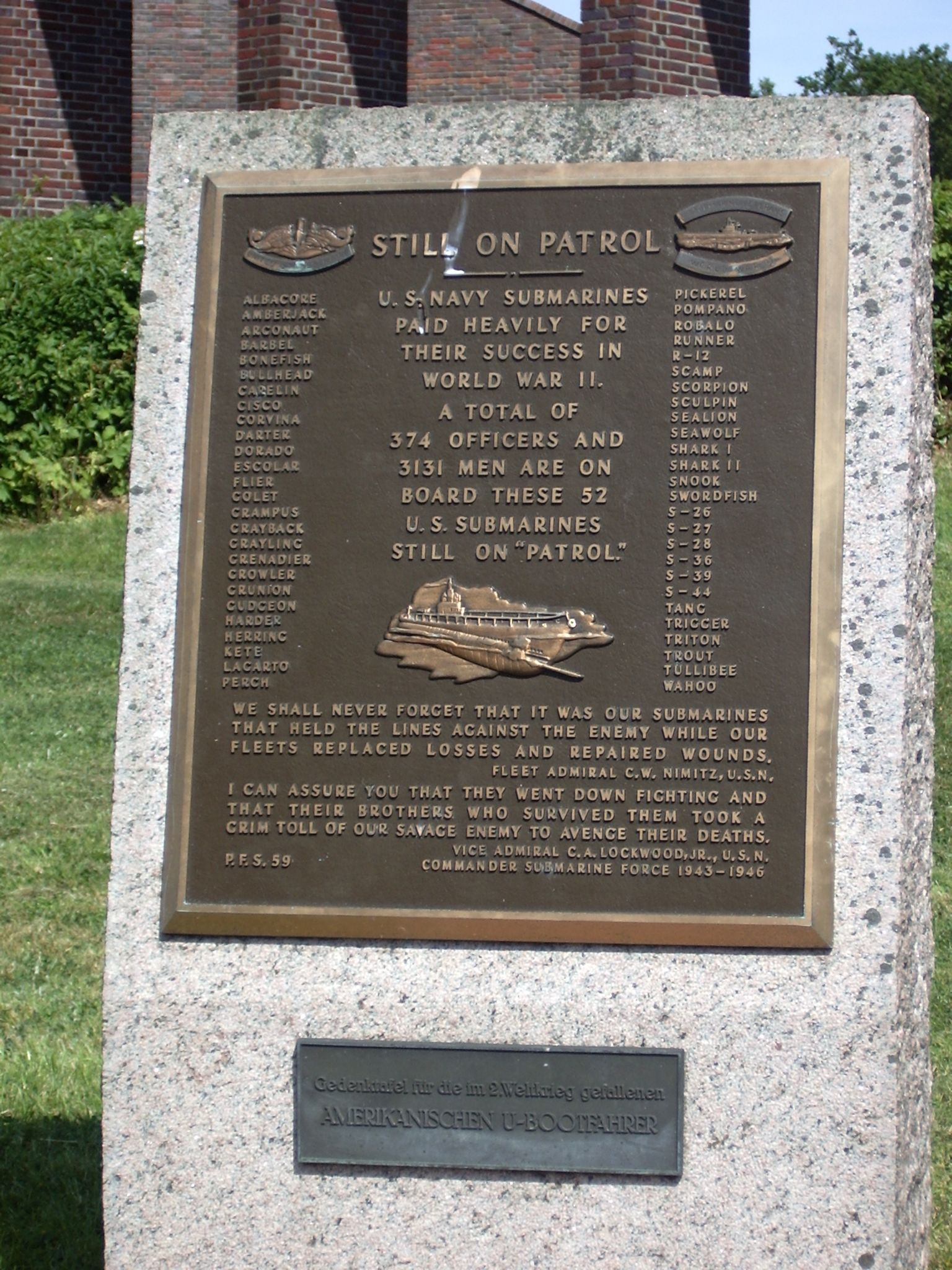
飾り板は戦死したアメリカの潜水艦乗組員を記念している。表題を意訳すると「いまだ哨戒より帰還せず」となる。
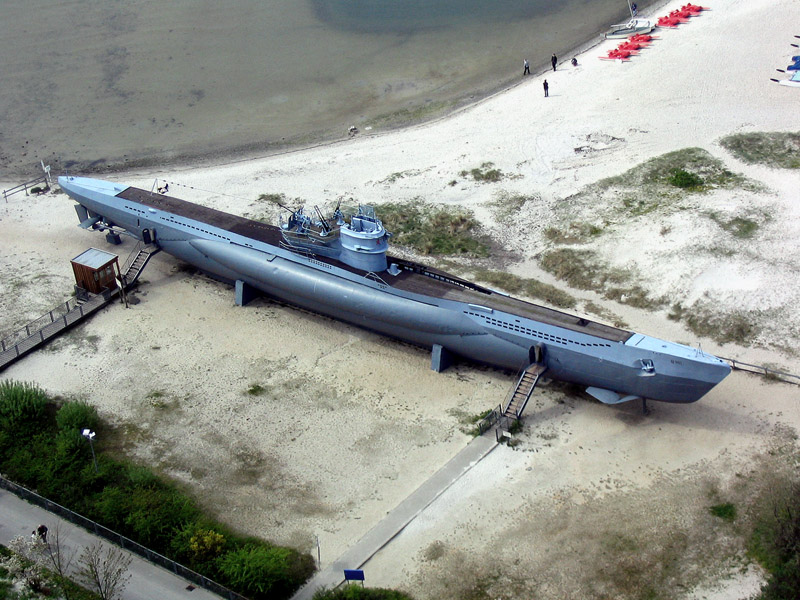
記念碑の頂上から撮影したU-995
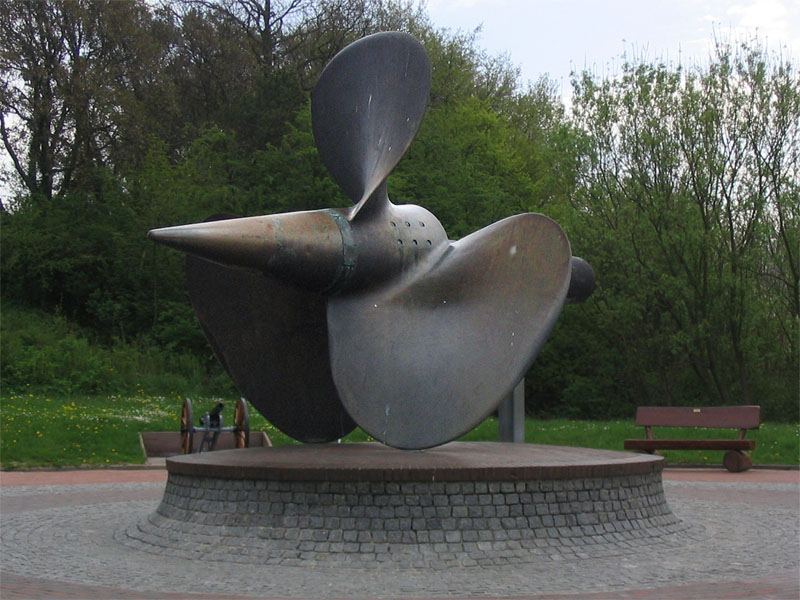
重巡洋艦プリンツ・オイゲンのプロペラ